# Martin V.

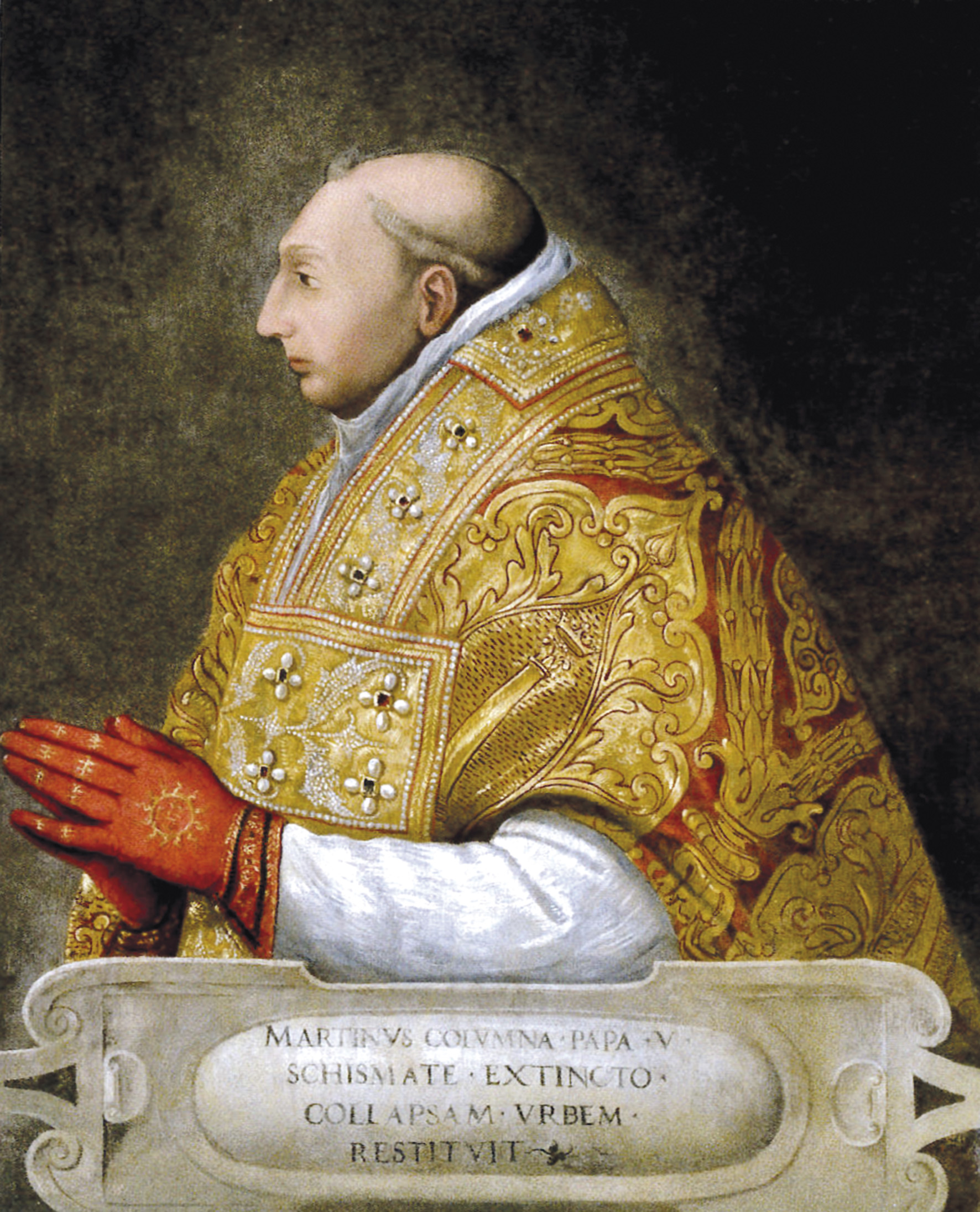
Papst Martin V. (Kopie eines Gemäldes von Pisanello)

Papstwappen Martins V.

Martin V., zuvor Oddo di Colonna (* 1368 in Genazzano; † 20. Februar 1431 in Rom), war von 1417 bis zu seinem Tod römisch-katholischer Papst. Mit seiner Erhebung auf dem Konstanzer Konzil endete das seit 1378 andauernde Abendländische Schisma.
Papst Martin V. wurde am 20. Februar 1431 in der Basilika San Giovanni in Laterano beigesetzt. Sein Grab wurde 1853 geöffnet und an seine heutige Stelle verlegt. Heute ist es mit einer Glasplatte bedeckt, auf welche die Pilger gerne Münzen und Geldscheine werfen.

## Leben
Oddo Colonna war ein unehelicher Sohn aus der Beziehung von Kardinal Agapito Colonna und seiner Mätresse Caterina aus dem Hause der Conti. Er studierte Rechtswissenschaft in Perugia und war unter mehreren Päpsten in den verschiedensten Funktionen tätig (beispielsweise als Apostolischer Protonotar). Ab dem Konsistorium vom 12. Juni 1405 war er Kardinaldiakon von San Giorgio in Velabro. Er brach während des Schismas 1408 mit der Zugehörigkeit zur römischen Fraktion und war auch am Konzil von Pisa beteiligt. Als Kardinal leitete er ab 1410 die Ermittlungen gegen Jan Hus.
Am 11. November (Martinstag) 1417 wurde er von 23 Kardinälen und 30 Delegierten des Konzilrates nach den Absetzungen Johannes’ XXIII. in Pisa, Gregors XII. in Rom und Benedikts XIII. in Avignon während des Konzils von Konstanz zum Papst gewählt (eine der beiden Papstwahlen in Deutschland). Als Namen wählte er den des Tagesheiligen (Martin von Tours). Am 21. November 1417 erhielt er, nachdem er erst nach seiner Wahl zum Priester und zum Bischof geweiht worden war, die Papstkrone (Tiara). Schon während der langen Sedisvakanz nach der Abdankung Papst Gregors am 4. Juli 1415 stritten sich die Konzilsteilnehmer über die dringend notwendigen Reformen nach dem langen Schisma. Doch die Unentschiedenheit der Konzilsteilnehmer wie auch der beginnende moralische Verfall der Kirche und des Konzils verhinderten diese. Zu Letzterem sind eindringliche Predigten aus dieser Zeit überliefert. Am 6. April 1415 wurde vom Konzil im Dekret Haec sancta synodus die Oberhoheit der Konzile über den Papst definiert.
Von Anfang an legte es Papst Martin im Widerspruch dazu auf eine Erneuerung des Primates an. Dabei ignorierte er die Kernprobleme der Reform völlig. Er hatte auch nie die Absicht, die Konzilsbeschlüsse zu bestätigen. Es gab Überlegungen, die Kurie nach Deutschland oder wieder zurück nach Avignon zu verlegen. Damit hätte sich aber das eben erst befreite Papsttum wieder nationalen Interessen unterordnen müssen. Beide Ansinnen lehnte Martin deshalb ab. Johanna II. von Neapel hielt mit ihren Truppen immer noch Rom besetzt. Außerdem war der Kirchenstaat wiederum in völliges Chaos versunken. Nachdem Martin deshalb anfangs in Mantua und Florenz hatte residieren müssen, zog er erst drei Jahre nach seiner Wahl am 29. September 1420 in Rom ein, nachdem die Königin ihre Truppen hatte abziehen lassen.
In Rom begann Martin mit dem Wiederaufbau der heruntergekommenen Stadt und des ebenso maroden Kirchenstaates. Als erster Renaissancepapst belebte er die Kunst wieder neu, indem er viele bedeutende Künstler an seinen Hof holte. Auch die von ihm ernannten Kardinäle gingen mit diesem neuen Zeitgeist. An einer Reform der Kirche war Papst Martin nicht interessiert. Er war zwar ein persönlich bescheidener Mensch, durch seinen hemmungslosen Nepotismus befand sich jedoch schon sehr bald fast ganz Latium in den Händen seiner Familie. Die Colonna verwandelten sich aus Feudalherren zu einer mächtigen Dynastie, die im Papsttum noch bis ins 16. Jahrhundert hinein als Verfolger und Verfolgte eine Rolle spielten. In seine Amtszeit fiel auch der Kompromiss der Martinianischen Konstitutionen, der jedoch nicht die Spaltung des Franziskanerordens verhindern konnte.
In Neapel wurde die Herrschaft Johannas II. von dem auch vom Papst unterstützten französischen Thronprätendenten Ludwig von Anjou bedroht. Martin hatte ihn 1420 mit dem Königreich Neapel belehnt. Um sich zu schützen, adoptierte Johanna zunächst Alfons V. von Aragon. Nachdem sie sich aber mit Alfons zerstritten hatte, wechselte die Königin von Neapel den Kurs, erklärte die Adoption des Königs von Aragon für ungültig und adoptierte nun stattdessen den Anjou Ludwig. Alfons von Aragon, seit 1416 bereits König von Sardinien, erkannte die Auflösung der Adoption nicht an. Doch erwies sich die Auflösung nur als ein kleiner Rückschlag für Alfons – 1442 wurde er König von Neapel. Die Auseinandersetzungen im Königreich Neapel bedeuteten eine enorme Stärkung des Papsttums, weil die vergangenen Einmischungen der Könige von Neapel in Angelegenheiten der Kurie nunmehr wegfielen.
Papst Martin schloss mit fünf Konzilnationen eigene Konkordate ab, die zwar eine Beschneidung des päpstlichen Zentralismus und Fiskalismus vorsahen, aber offene Probleme des Verhältnisses von Staat und Kirche klärten. Papst Martin setzte bei der Wahl des Trierer Erzbischofs 1430 seinen Favoriten Raban von Helmstatt gegenüber dem vom Domkapitel erwählten Jakob von Sierck durch. Weiter setzte er sich dafür ein, die jüdischen Gemeinden in Europa zu schützen und verbot Pogrome sowie Anklagen wegen Ritualmorden. Diese Verbote halfen aber nur in Avignon, in den restlichen Teilen Europas blieben sie ohne Wirkung.
Am 22. April 1418 war das Konzil von Konstanz beendet worden. Das Konzilsdekret „Frequens“ (9. Oktober 1417) hatte ein Zusammentreten des Konzils zur Fortsetzung des Reformwerkes in Abständen von maximal 10 Jahren gefordert. Papst Martin hielt sich an die von ihm übernommene Verpflichtung und berief kurz vor seinem Tod ein Konzil in Basel ein. Eröffnen konnte es jedoch erst sein Nachfolger Eugen IV. am 23. Juli 1431.

## Film
In der Miniserie Die Medici – Herrscher von Florenz wird Martin V. 2016 vom italienischen Schauspieler Andrea Tidona verkörpert.